# مفقود (فلم)
مفقود (بالإنجليزية: Missing) هو فيلم إثارة تم إنتاجه في الولايات المتحدة وصدر في سنة 1982. الفيلم من إخراج كوستا غافراس وكتابة كوستا غافراس.

## طاقم التمثيل
- جاك ليمون
- سيسي سبيسك
- جون شيا

## القصة
عن قصة حقيقية يتحدث الفيلم عن انقلاب تشيلي العسكري عام 1973 وتورط الحكومة الأمريكية بدعم الانقلاب بشكل سري، ويسلط الضوء بشكل دقيق عن تصفية بعض الجالية الأمريكية في تشيلي إبان الانقلاب العسكري وذلك بسبب معرفتهم بتدخل الحكومة الأمريكية بدعم الانقلاب.

## الميزانية والإيرادات
بلغت تكلفة إنتاج الفيلم حوالي 5 ملايين دولار بينما حقق أرباحا تقدر بـ 16,000,000 دولار.

### ترشيحات وجوائز
| السنة | الحدث  | الفئة     | النتيجة |
| ----- | ------ | --------- | ------- |
|       | أوسكار | أفضل فيلم | ترشـيـح |

## وصلات خارجية
- مقالات تستعمل روابط فنية بلا صلة مع ويكي بيانات